# 芳村正義
芳村 正義（よしむら まさよし、1895年（明治28年）5月18日 - 1978年（昭和53年）10月1日）は、大日本帝国陸軍軍人。最終階級は陸軍中将。

## 経歴
1895年（明治28年）に奈良県で生まれた。陸軍士官学校第28期、陸軍大学校第37期卒業。1937年（昭和12年）に上海派遣軍作戦参謀として日中戦争に出動。1938年（昭和13年）3月に独立混成第1旅団参謀となり、7月に陸軍歩兵大佐に進級した。1939年（昭和14年）に第18師団参謀長として翁英作戦を指揮した。同年9月に陸軍歩兵学校研究部幹事に転じ、1940年（昭和15年）に歩兵第64連隊長に就任した。
1941年（昭和16年）に陸軍運輸部附を経て、1942年（昭和17年）7月に第1船舶輸送司令官に就任し、8月に陸軍少将に進級。門司で勤務する。1943年（昭和18年）に第4船舶団長に転じ、ニューブリテン島に出動。1944年（昭和19年）に第17軍司令部附となり、1945年（昭和20年）4月に陸軍中将に進級。同年5月5日に船舶司令部附となり、5月7日に陸軍船舶練習部長に就任した。